# Poroci Miamija (2006.)
Poroci Miamija (eng. Miami Vice), američki triler snimljen prema istoimenoj kultnoj detektivskoj televizijskoj seriji iz 1980-ih godina, redatelja Michaela Manna. 
U glavnim ulogama igraju Colin Farrell kao detektiv Crockett i Jamie Foxx kao detektiv Tubbs.

## Radnja
Sonny Crockett (Colin Farrell u filmu, Don Johnson u seriji) i Rico Tubbs (Jamie Foxx u filmu, Philip Michael Thomas u seriji) detektivi su policijske uprave Miami-Dade (MPD). Dobivaju telefonski poziv od doušnika za FBI Alonza Stevensa (glumi John Hawkes), koji bježi iz grada jer je razotkriven, a žena mu je oteta. Alonzo je bio dio međunarodne operacije protiv kolumbijskog narkokartela. Kad mu Tubbs kaže da mu je kartel ubio ženu, Alonzo se ubije.
Crocket i Tubbs sastaju se s poručnikom Martinom Castillo (glumi Barry Shabaka Henley, Edward James Olmos u seriji), tko ih upozorava da to nije njihov slučaj. Sastaju se s Johnom Fujimom (glumi Ciáran Hinds), vođom operacije protiv kartela, i pozivaju ga na raport jer MPD nije bio obaviješten o operaciji. Sada uključeni u operaciju, Crocket i Tubbs nastavljaju istragu glumeći bogate rastrošne dilere droge. Poslije utrke glisera upoznavaju Joséa Yera (glumi John Ortiz), za kojeg se vjeruje da je šef narkokartela, te njegovu prelijepu suradnicu Isabellu (glumi Gong Li), koja se odmah svidi Crockettu.

## Soundtrack
- 1. Nonpoint - "In the Air Tonight"
- 2. Moby feat. Patti LaBelle - "One of These Mornings"
- 3. Mogwai - "We're No Here"
- 4. Nina Simone - "Sinnerman" (Felix da Housecat|Felix da Housecat's Heavenly House remix)
- 5. Mogwai - "Auto Rock"
- 6. Manzanita - "Arranca"
- 7. India.Arie - "Ready for Love"
- 8. Goldfrapp - "Strict Machine"
- 9. Emilio Estefan - "Pennies in My Pocket"
- 10. King Britt - "New World in My View"
- 11. Blue Foundation - "Sweep"
- 12. Moby - "Anthem"
- 13. Freaky Chakra - "Blacklight Fantasy"
- 14. John Murphy - "Mercado Nuevo"
- 15. John Murphy - "Who Are You"
- 16. King Britt & Tim Motzer - "Ramblas"
- 17. Klaus Badelt & Mark Batson - "A-500"

## Vanjske poveznice
- Službena stranica  Arhivirana inačica izvorne stranice od 3. rujna 2006. (Wayback Machine)
- Poroci Miamija u internetskoj bazi filmova IMDb-a